# 59 Puppis
59 Puppis (C Puppis) é uma estrela na direção da Puppis. Possui uma ascensão reta de 07h 04m 02.81s e uma declinação de −42° 20′ 14.8″. Sua magnitude aparente é igual a 5.20. Considerando sua distância de 315 anos-luz em relação à Terra, sua magnitude absoluta é igual a 0.27. Pertence à classe espectral Am.